# Damsdorf
Damsdorf ist eine Gemeinde im Kreis Segeberg in Schleswig-Holstein. Tensfelderau liegt im Gemeindegebiet.

## Geografie und Verkehr
Damsdorf liegt am Stocksee etwa 22 km östlich von Neumünster in einer ländlichen und seenreichen Umgebung. Westlich verläuft die Bundesautobahn 21 von Bad Segeberg nach Kiel, nördlich die Bundesstraße 430 von Neumünster nach Plön.
Ein Teil des Gemeindegebiets liegt im Naturpark Holsteinische Schweiz.

## Geschichte
Damsdorf wurde im 14. Jahrhundert erstmals erwähnt. Eine Korn- und Graupenwindmühle wurde erst 1941 nach einem Brand abgebrochen.
Am 1. Oktober 1937 wurde die Gemeinde Damsdorf mit der Gemeinde des Nachbardorfes Stocksee unter dem Namen Stocksee zusammengelegt. 1948 fasste der Gemeinderat den Beschluss, die Gemeinden wieder voneinander zu trennen, am 31. März 1951 wurde dieser Beschluss vollzogen.

## Politik

### Gemeindevertretung
Bei der Kommunalwahl 2023 errang die Wählergemeinschaft Damsdorf erneut alle neun Sitze in der Gemeindevertretung. Die Wahlbeteiligung betrug 65,8 Prozent.

### Wappen
Blasonierung: „Von Silber und Rot schräglinks geteilt. Vorn eine aufrechte grüne Damwildschaufel, hinten ein silberner Mühlstein.“

## Wirtschaft
Der Kiesabbau ist eine bedeutende Einnahmequelle, knapp die Hälfte des Gemeindegebiets wird durch Kieswerke genutzt. Ein Teil der Kiesgruben wird heute renaturiert.